# Batman (1966)
Batman, também conhecido como Batman: The Movie (bra: Batman, o Homem-Morcego, ou Batman - O Homem-Morcego, ou simplesmente Batman; prt: Batman, o Invencível, ou Batman - O Invencível), é um filme estadunidense de 1966, dos gêneros aventura e comédia, dirigido por Leslie H. Martinson, com roteiro de Lorenzo Semple Jr. baseado na telessérie homônima, por sua vez baseada nos personagens criados por Bob Kane.

## Sinopse
Quando Batman e Robin obtêm uma pista de que o Comodoro Schmidlapp está em perigo a bordo do seu iate, eles põem em curso uma missão de salvamento com o auxílio do Batcóptero. Mas a pista revela-se uma armadilha feita pelos quatro principais inimigos do Homem-Morcego. Armados com o Desidratador, que transforma seres humanos em pó, o terrível quarteto planeja, assim, conquistar o mundo e acabar com a Dupla Dinâmica de uma vez por todas.[carece de fontes?]

## Elenco
- Adam West.... Batman
- Burt Ward.... Robin
- Cesar Romero.... Coringa
- Lee Meriwether.... Mulher-Gato
- Burgess Meredith.... Pinguim
- Frank Gorshin.... Charada
- Neil Hamilton.... Comissário Gordon

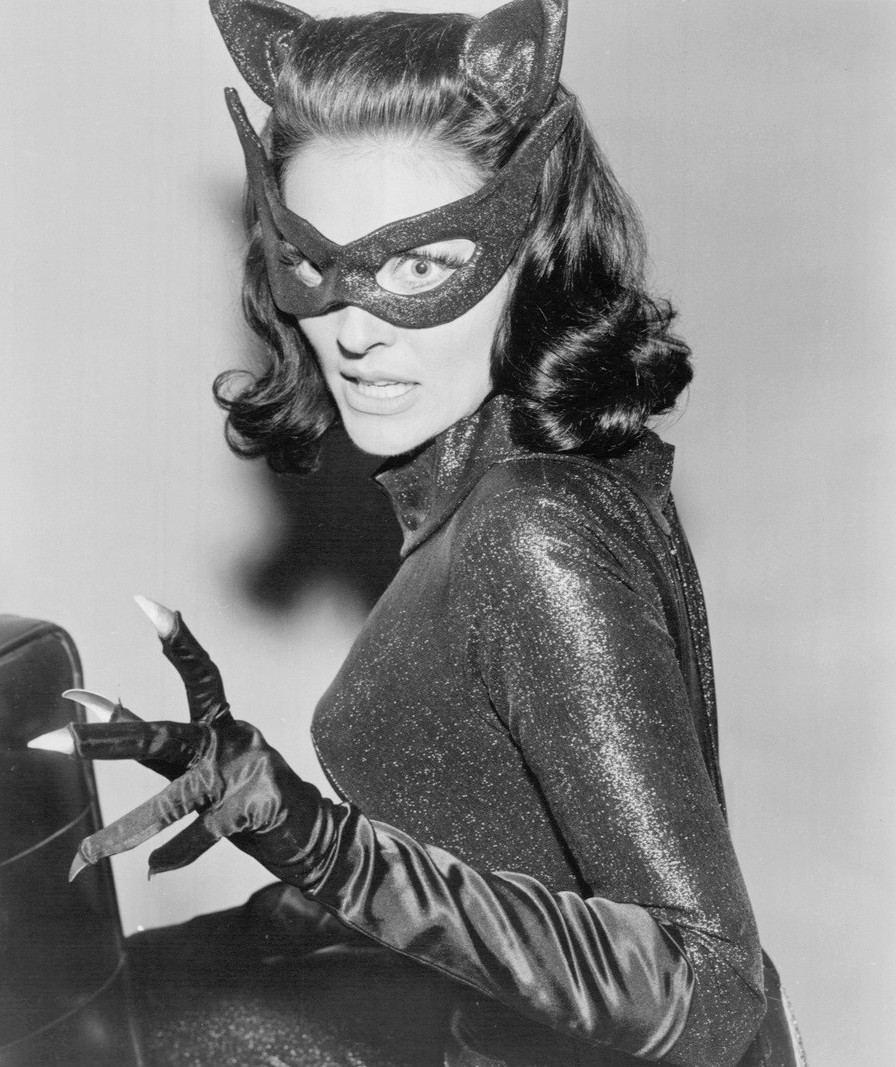
Lee Meriwether

- Stafford Repp ... Chefe O'Hara
- Alan Napier.... Alfred
- Madge Blake ... Tia Harriet

## Prêmios e indicações

### Prêmios
Festival de Giffoni
- Melhor Filme: 1972[8]